# Nœud de papillon alpin
Ne doit pas être confondu avec Nœud papillon.
Le nœud de papillon, ou nœud de papillon alpin, ou nœud d'encordement, ou encore nœud de vire, est un nœud de boucle en milieu de corde réputé très sûr,,, utilisé en alpinisme et en spéléologie. Il peut aussi être utilisé en ajut, pour attacher deux cordes entre elles ou réaliser un anneau.

## Nouage
Une simple torsion à contre sens peut provoquer la réalisation du Faux nœud de papillon, aux propriétés fondamentalement différentes du nœud coulant, difficile de distinguer à l'œil du vrai nœud. Or, utilisé en ajut, le faux nœud de papillon se dénoue à une charge de 50 kg seulement.
Les méthodes de nouage décrites ci-dessous offrent l'avantage d'éloigner ce danger.

### Réalisation en boucle

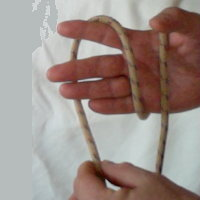
Tourner la corde autour de la main.
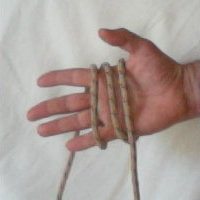
Former trois boucles sans chevauchement.
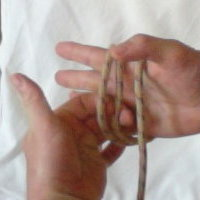
Attraper le brin du milieu par en dessous (le côté est indifférent).
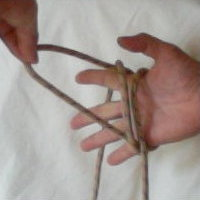
Tirer et ajuster à convenance la ganse ainsi créée.
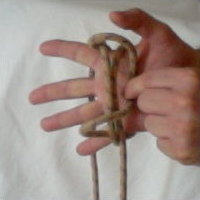
Tourner la ganse autour des deux brins restés dans la main.
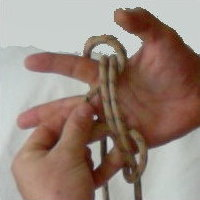
Et la passer en dessous.
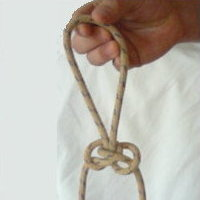
Serrer.

(Il existe d'autres façons faciles d'arriver rapidement au même résultat.)  
Réalisation de plusieurs boucles

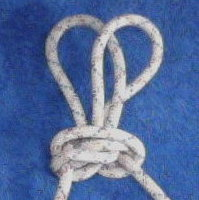
Nœud de papillon alpin à deux boucles.

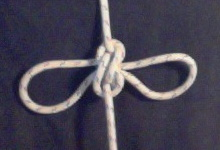
Deux boucles tête-bêches.

Même méthode que pour la réalisation d'une boucle simple, avec les différences suivantes :
- Pendant la première phase, on ajoute autant de tours que de boucles supplémentaires.
- Pendant la deuxième phase, on attrape par-dessous tous les brins « du milieu », donc tous à l'exception des extrémités.

Réalisation de deux boucles tête-bêches (décoratif)
Même méthode que pour la réalisation d'une boucle simple, avec les différences suivantes :
- Pendant la première phase, ajouter un tour.
- Pendant la deuxième phase, attraper par-dessous un des deux brins « du milieu » ; fabriquer la première ganse du côté choisi et procéder à la phase trois sans modifier l'ordre de chevauchement des trois autres brins.
- Avec le brin du milieu restant, recommencer les phases 2 et 3 du côté inverse.
- Serrer lentement afin que le nœud se mette bien en place.

### Réalisation en ajut
- Soit la même méthode que pour la réalisation d'une boucle simple, en liant les deux extrémités tête-bêches avec du ruban adhésif ou un élastique pour simplifier les premiers essais.
- Soit la méthode alternative par les ganses :

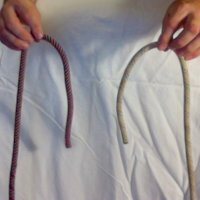
Réaliser deux ganses tournées l'une vers l'autre, une à chaque extrémité.
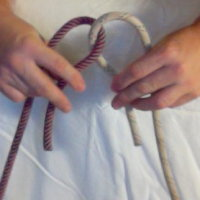
Enlacer les ganses.
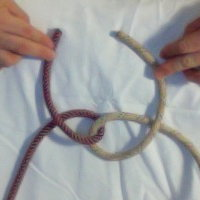
Boucler chaque ganse par devant[6].
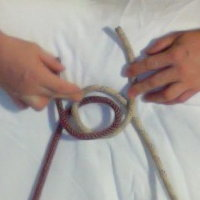
Superposer les deux boucles.
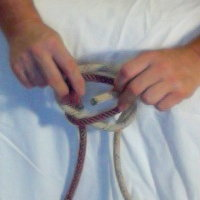
Y passer les deux courant de façon identique.
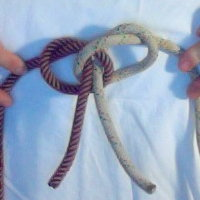
Serrer.
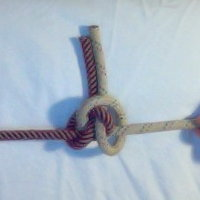
Vue de l'autre côté.

## Sécurité
Le test de traction lente dans la boucle du DPMC a montré un glissement limité.
De manière générale et quel que soit le nœud d'ajut, dès que la sécurité d'une personne est en jeu, il convient de laisser suffisamment de brin libre pour réaliser un nœud d'arrêt pour assurer la jonction.

## Intérêt
Facile, voire ludique à réaliser, ce nœud économe en corde, se dénoue assez facilement.

## Utilisation
En alpinisme, avant la généralisation de l'usage du baudrier, ce nœud était utilisé pour encorder en milieu de cordée. Il est utilisé par exemple pour les points intermédiaires d'une main courante, pour les nœuds de friction d'un encordement long en randonnée glaciaire, pour l'encordement en milieu de corde d'un troisième alpiniste.
En spéléologie, il est utilisé pour amarrer les points intermédiaires d'une corde de progression dans une traversée horizontale (main courante) exposée à un danger de chute.
Le nœud de papillon, qui est aussi un excellent nœud d'ajut, est recommandé  pour isoler la partie endommagée d'une corde.